# 多祁伊比賀都
多祁伊比賀都命（たけいひかつのみこと）は、『粟鹿大明神元記』などに記された人物。父は櫛甕戸忍勝速日命、母は日向賀牟度美良姫命とされる。武甕曽曽利命、多祁伊賀都命、阿太賀多須命とも記される。子に耶美賀乃許理命がおり、和爾公や石辺公などの祖とされる。
『先代旧事本紀』では健飯勝命と記され、天日方奇日方命の子とされる。